# شارلوت ستيوارت
شارلوت ستيوارت (بالإنجليزية: Charlotte Stewart)‏ (و. 1941 – م) هي ممثلة، وممثلة تلفزيونية، من الولايات المتحدة الأمريكية، ولدت في يوبا سيتي، كاليفورنيا.

## وصلات خارجية
- شارلوت ستيوارت على موقع IMDb (الإنجليزية)
- شارلوت ستيوارت على موقع ألو سيني (الفرنسية)
- شارلوت ستيوارت على موقع أول موفي (الإنجليزية)
- شارلوت ستيوارت على موقع قاعدة بيانات الأفلام السويدية (السويدية)
- شارلوت ستيوارت على موقع إن إن دي بي (الإنجليزية)
- شارلوت ستيوارت على موقع قاعدة بيانات الفيلم (الإنجليزية)
- شارلوت ستيوارت على موقع كينوبويسك (الروسية)